# Krabčice
Krabčice település Csehországban, a Litoměřicei járásban. Krabčice Kleneč, Kostomlaty pod Řípem, Libkovice pod Řípem, Vražkov, Roudnice nad Labem, Mnetěš, Ctiněves, Dobříň és Bechlín településekkel határos. Lakosainak száma 947 fő (2024. január 1.).

## Népesség
A település lakosságának változását az alábbi diagram mutatja:
| Lakosok száma | 686  | 855  | 1122 | 833  | 880  | 910  | 900  | 894  | 899  | 947  |
|               | 1869 | 1890 | 1921 | 1950 | 1980 | 2001 | 2017 | 2019 | 2022 | 2024 |